# Верино (Тверская область)
Верино — опустевшая деревня в Кимрском районе Тверской области. Входит в состав Стоянцевского сельского поселения.

## География
Находится в юго-восточной части Тверской области на расстоянии приблизительно 32 км на запад-северо-запад по прямой от районного центра города Кимры в левобережной части района.

## История
Известна была с 1628 года как деревня из 7 дворов, владение патриарха Филарета. В 1806 году 27 дворов. В 1859 году здесь (деревня Корчевского уезда Тверской губернии) было учтено 23 двора, в 1887 - 42. 

## Население
Численность населения: 150 человек (1806 год), 216 (1859 год), 255 (1887), 5 (русские 100%) 2002 году, 1 в 2010.